# Secondhand Serenade
Secondhand Serenade är ett akustiskt amerikanskt rockband som utnyttjar sig av så kallad dubbning. De har gjort tre album som heter Awake (2005), A Twist in My Story (2008) och Hear Me Now (2010). John Vesely är sångaren och gitarristen i bandet. 

## Medlemmar
Ordinarie medlemmar
- John Vesely – sång, gitarr, basgitarr, piano

Turnerande medlemmar
- Lukas Vasely – keyboard, sång
- John Harvey – basgitarr
- Ryan Cook – sologitarr, sång
- Tom Breyfogle – trummor

## Diskografi
Studioalbum
- 2005 – Awake
- 2008 – A Twist in My Story
- 2010 – Hear Me Now
- 2014 – Undefeated

EP
- 2011 – Weightless

Singlar
- 2008 – "Fall for You"
- 2008 – "Your Call"
- 2010 – "Something More"
- 2013 – "Shake It Off"
- 2017 – "Lost"